# سوماکو ماتسویی
سوماکو ماتسویی (انگلیسی: Sumako Matsui; ۱ نوامبر ۱۸۸۶ – ۵ ژانویهٔ ۱۹۱۹) بازیگر اهل ژاپن بود.